# Chief Executive of Hong Kong
Der Chief Executive of the Hong Kong Special Administrative Region of the People's Republic of China, kurz Chief Executive (chinesisch 香港特別行政區行政長官 / 香港特别行政区行政长官, kurz 行政長官 / 行政长官, ugs.: 特首) ist der Regierungschef der chinesischen Sonderverwaltungszone und sitzt der Regierung Hongkongs vor. Er steht an erster Stelle der protokollarischen Rangordnung unter allen Ämtern der Sonderverwaltungszone Hongkong. Amtsträger ist seit 2022 John Lee Ka-chiu.
Bei den Wahlen des Chief Executive besteht kein allgemeines Wahlrecht für Bürger von Hongkong; stattdessen wird der Chief Executive von einem Wahlkomitee gewählt. Allerdings hat das Pro-Demokratie-Lager, anders als in Macau, bei der Ausarbeitung des Grundgesetzes von Hongkong (香港基本法, englisch Basic Law of Hong Kong) in Artikel 45 hineinschreiben können, dass in unbestimmter Zukunft das Wahlverfahren über das Wahlkomitee durch ein Direktwahlverfahren ersetzt werden soll. Diesem Wahlkomitee gehörten bei der letzten Wahl des Chief Executive 2017 1200 Mitglieder an. Diese Mitglieder können nicht nur natürliche Personen, sondern alle juristische Personen – beispielsweise Interessenvertretungen aus Wirtschaft und Gesellschaft – sein. Diese Mitglieder werden in 28 funktionellen Wahlkreisen (englisch functional constituency) ausgewählt, wobei wiederum sowohl natürliche Personen als auch verschiedene sonstige juristische Personen wahlberechtigt sind. Das aus 1200 Mitgliedern bestehende Wahlkomitee wählt aus einem Pool von nominierten Kandidaten, wobei die Nominierung schwierig ist. Ein Kandidat benötigt die Unterschrift von 150 Mitgliedern des Wahlkomitees. Mit 1051 Unterschriften für einen Kandidaten gewinnt dieser die Wahl entsprechend ohne Gegenkandidat. Erreicht bei der Wahl kein Kandidat die absolute Mehrheit der 1200 Mitglieder, findet eine Stichwahl statt. Die Regierung der Volksrepublik China unter dem Premierminister vollzieht die offizielle Ernennung des Chief Executive.
Wahlen finden alle fünf Jahre statt. Im Falle eines Rücktritts nach drei Jahren wird ein neuer Chief Executive gewählt, dann allerdings nur für die nächsten zwei Jahre, sodass ohne Ausnahme im fünfjährigen Rhythmus eine Wahl stattfindet.

## Bisherige Amtsinhaber
Alle bisherigen Amtsinhaber waren parteilose Anhänger des Pro-Peking-Lagers.
- Tung Chee-hwa (1997–2005)
- Donald Tsang (2005–2012)
- Leung Chun-ying (2012–2017)
- Carrie Lam (2017–2022)
- John Lee Ka-chiu (seit 2022)

## Amtssitze
| Bezeichnung                     | Langzeichen        | Kurzzeichen        | Pinyin                               | Jyutping                                       | Funktion    | Lage | Bild |
| ------------------------------- | ------------------ | ------------------ | ------------------------------------ | ---------------------------------------------- | ----------- | ---- | ---- |
| Government House                | 香港禮賓府         | 香港礼宾府         | Xiānggǎng Lǐbīnfǔ                    | Hoeng1gong2 Lai5ban1fu2                        | Residenz    | ⊙    |      |
| Chief Executive Office Building | 行政長官辦公室大樓 | 行政长官办公室大楼 | Xíngzhèng Zhǎngguān Bàngōngshì Dàlóu | Hang4zeng3 Zoeng2gun1 Baan6gung1sat1 Daai6lau4 | Arbeitsbüro | ⊙    |      |